# ASAP Rocky
拉基姆·梅耶斯（英語：Rakim Mayers，1988年10月3日—），藝名（性格化作）。台湾称速可達硬漢。美国饶舌歌手、歌手、模特兒、词曲作家与唱片制作人。2007年時加入美國嘻哈團體A$AP Mob。
拉基姆於2011年10月發布他的第一部完整作品《LIVE.LOVE.A$AP》，這部作品的好評與成功使他與Polo Grounds Music、RCA Records和索尼音樂娛樂簽了唱片合約。
隨後他錄製了2013年的首張專輯《LONG.LIVE.A$AP》也受到歡迎，並在《告示牌》二百大專輯榜排名第一。
2015年，拉基姆發行了他的第二張專輯《AT.LONG.LAST.A$AP》， 這張專輯也成功在《告示牌》二百大專輯榜上排名第一 。
2018年，他发行了自己的第三张专辑《TESTING》，這張專輯在《告示牌》二百大專輯榜上最高排名第四 。

## 早年生活
拉基姆生在紐約市哈林區，他的父親來自巴貝多，母親則是非裔美國人。拉基姆9歲時搬到賓州哈里斯堡，那時開始向哥哥學習饒舌音樂。拉基姆13歲時哥哥在哈林區被殺，哥哥的離去激發了他更加認真地練習饒舌音樂。

## 職業生涯
2007年時，拉基姆加入了A$AP Mob，由饒舌歌手、製作人、音樂影片導演，及時裝設計師組成的一個團隊；他們在音樂、時尚、風格和藝術方面有著相似的興趣。

### 早期生涯 （2011年)
2011年7月，Rocky發行了他的單曲《Purple Swag》，很快就在紐約市迅速走紅。2011年8月，拉基姆發布單曲《Peso》，幾週內在紐約著名的Hot 97廣播電台播放。

## 个人生活
- 2011年，Rocky和伊基·阿塞莉娅（Iggy Azalea）开始约会。2012年1月，Iggy承认了两人的情侣关系。[5]2012年7月，两人分手。[6]
- 2012年9月，Rocky在VMA舞台上被拍到亲吻蕾哈娜。[7]2013年两人合作MV时十分亲密并被拍到晚上一同游玩。2018年6月两人一同出席时装秀，十分亲密。[8]但两人关系仅限于绯闻对象，未曾坐实情侣关系。
- 2019年2月，Rocky承认自己有交往对象。后他的交往对象被证明是模特Jasmine Daniels.[9]。

- 2021年5月，A$AP Rocky首次公開了他與蕾哈娜的伴侶關係。[10]

## 艺术性
拉基姆私底下是一位非常時尚的饒舌歌手，他憑著自己得穿著風格獲得古馳與迪奧等品牌的賞識，成為模特兒。除了時尚圈，拉基姆對於潮流圈也有著巨大的影響。

## 法律问题

### 瑞典斗殴风波
2019年7月4日，Rocky 與團隊漫步於斯德哥爾摩街頭時，遭到兩名男子尾隨。Rocky自己描述這兩個人貌似吸了些毒，在路上還隨意打路過女生的屁股。儘管不曉得起初為何這兩個人要刻意留住 A$AP Rocky 團隊，雙方在有言語衝突時 Rocky也不斷使陌生男子冷靜下來，但其中一名男子與 A$AP Rocky的保镖扭打在一塊，用耳機砸向保镖、並貌似要求保镖賠償。雖然 A$AP Rocky 不斷上傳影片、希望還原自己的清白，甚至不停地向鏡頭說到「自己根本不想惹事」，但之後透過外媒的曝光影像、發現 A$AP Rocky 不断毆打那名男子。之后Rocky受到瑞典警方的收押、並只允許委任律師見面。2019年8月3日，Rocky乘飞机抵达洛杉矶国际机场。他的袭击案的最终判决书将于8月14日交付，Rocky判犯有毆打罪，被判緩刑。美国总统特朗普发推特表达自己的激动之情。

### 洛杉磯槍擊案
A$AP Rocky 在洛杉磯被控於 2021年11月6日槍擊前好友 A$AP Relli。2025年2月，陪審團在三小時內達成一致，最終宣判無罪。

## 專輯
- 《Live.Love.A$AP》 (2011)
- 《Long.Live.A$AP》 (2013)
- 《At.Long.Last.A$AP》 (2015)
- 《Testing》(2018)

## 电影
- 《天国与地狱》(2025)

## 备注
1. ↑  A$AP为“Always Strive And Prosper.”（不斷奋斗，永远繁荣）的意思[1]，由A$AP Yams创造；非“As soon as possible”（越快越好）的缩写。

## 外部連結
- ASAP Mob的官方網站
- ASAP Rocky在互联网电影资料库（IMDb）上的資料（英文）